# Victoria (bioscoop)
De Victoria was de naam van een tweetal bioscoopen van Gerardus van Royen in Amsterdam eerst aan de Nieuwendijk van 1920 tot 1922 en later aan de Sloterkade in de Amsterdamse Hoofddorppleinbuurt van 1934 tot 1976.

## Geschiedenis
In 1920 werd aan de Nieuwendijk de Victoria geopend. Dit was het tweede theater van Van Royen en had 900 stoelen. Ook was er een compleet orkest onder leiding van Dick Groeneveld. In 1922 werd het pand door een brand volledig verwoest en werd niet meer door Van Royen herbouwd. De resten van het pand werden verkocht en herbouwd en het bood jarenlang onderdak aan onder meer Ruteck’s.
In 1934 werd op initiatief van REMA N.V, dat eigendom was van de familie Van Royen, aan de Sloterkade vlak bij de Zeilbrug, opnieuw een Victoria-bioscoop geopend in de toen nieuwe woonwijk. Het pand was opvallend groot maar vooral hoog ten opzichte van de andere bebouwing aan de zuidkant. Dit was omdat het gebied voor 1921 tot de toenmalige gemeente Sloten  behoorde, en die gemeente geen hogere rooilijn toestond dan 15 meter. Het gebouw was ontworpen door de architect Anton Hamaker en had 615 stoelen. De financier was de eigenaar van Cinema de Munt.
In de bioscoop, die bekendstond als een buurtbioscoop, werden vooral B-films gedraaid en oudere films die in het centrum uitgedraaid waren. In 1975 heropende de Cinema West als Cinema International in Overtoomse Veld, waardoor de Victoria veel bezoekers verloor en daarom in 1976 gesloten werd.
Het pand stond daarna jarenlang leeg maar werd in 1982 gekraakt.
In 1988 werd het pand ontruimd en daarna uiteindelijk gesloopt en verrees op het terrein een nieuwbouwcomplex met woningen.